# Louis Graves
Louis Graves (1791 – Paris, 5 de junho de 1857) foi botânico e arqueólogo francês.

## Biografia
Foi durante muito tempo secretário geral da prefeitura  do departamento de  Oise, estudando a flora  deste departamento e interessando-se igualmente pelos seus depósitos arqueológicos.
Em 1854, tornou-se Diretor Geral das Águas e Florestas. Contribuiu para a criação da Sociedade Geológica da França  e iniciou, com Antoine François Passy (1792-1873), a criação da  Sociedade Botânica da França.

## Fonte
- François Pellegrin (1954). Un siècle de Société de botanique de France. Bulletin de la Société botanique de France, suplemento n° 101 : 17-46.